# Tomáš Frejlach
Tomás Frejlach (Čáslav, 24 novembre 1985) è un calciatore ceco, centrocampista del Fk Sparta Kutná Hora.

## Carriera

### Club
Inizia la carriera da professionista con la maglia del Marila Příbram, nel massimo campionato ceco. Dopo una buona stagione, viene notato ed acquistato dallo Slovan Liberec. Con il club biancoceleste fa anche il suo esordio nelle competizioni internazionali, dapprimo nelle fasi preliminari della Champions League contro lo Spartak Mosca e poi un mese più tardi in Coppa Uefa contro lo Stella Rossa. Nella stagione 2010-2011 passa al Banik Ostrava.

### Nazionale
Nel 2004 ha disputato una partita con la selezione Under 19. Nel 2006 è stato parte della Nazionale Under 21. Ha totalizzato 8 presenze e 3 gol.